# Adrian Moorhouse
Adrian Moorhouse (Bradford, 24 maggio 1964) è un ex nuotatore britannico.
Specializzato nella rana ha vinto la medaglia d'oro nei 100 m rana ai Giochi olimpici di Seoul 1988.
Nel 1999 è diventato uno dei Membri dell'International Swimming Hall of Fame.
È membro del Mensa.

## Palmarès
- Olimpiadi

Seoul 1988: oro nei 100 m rana.
- Mondiali

1991 - Perth: argento nei 100 m rana.
- Europei

1981 - Spalato: bronzo nei 200 m rana.
1983 - Roma: oro nei 200 m rana e argento nei 100 m rana.
1985 - Sofia: oro nei 100 m rana.
1987 - Strasburgo: oro nei 100 m rana, argento nella staffetta 4x100 m misti e bronzo nei 200 m rana.
1989 - Bonn: oro nei 100 m rana.
1991 - Atene: argento nei 100 m rana.
- Giochi del Commonwealth

1982 - Brisbane: oro nei 100 m rana e bronzo nei 200 m rana.
1986 - Edimburgo: oro nei 200 m rana e argento nei 100 m rana.
1990 - Auckland: oro nei 100 mm rana.

## Riconoscimenti
- European Swimmer of the Year: 1990